# Fritz Tegtmeier
Fritz Tegtmeier (né le 30 juillet 1917 à Stemwede et mort le 8 avril 1999 à Greven) est un aviateur militaire allemand.
As de l'aviation de la Luftwaffe pendant la Seconde Guerre mondiale, il compte 146 victoires aériennes. À ce titre, il est récipiendaire de la Croix de chevalier de la croix de fer.